# Fala-me de Amor
Fala-me de Amor é uma telenovela portuguesa exibida pela TVI entre 6 de março de 2006 e 4 de novembro de 2006 em 213 episódios substituindo Mundo Meu e antecedendo Doce Fugitiva nas noites do canal. É da autoria de Maria João Mira e Diogo Horta.
Conta com Sofia Alves, Sílvia Rizzo, São José Correia, Sandra Faleiro, Albano Jerónimo, Joaquim Horta, Pedro Lima, Ricardo Carriço, Dina Félix da Costa, Nuno Homem de Sá, Sinde Filipe e Lídia Franco nos papéis principais.
Fala-me de Amor foi prolongado de 180 para 213 episódios numa primeira fase. Já mais tarde, em Agosto de 2006, a TVI encomendou aos autores mais dois episódios, devido às fugas de informação nessa altura existentes.
Foi reposta na TVI Ficção entre 31 de dezembro de 2014 e 23 de maio de 2015, substituindo Sentimentos e antecedendo A Outra.
Foi reposta nas madrugadas da TVI entre 24 de fevereiro de 2017 e 24 de abril de 2017, Num compacto de 57 episódios, substituindo Dei-te Quase Tudo e antecedendo Tempo de Viver.
Obteve na sua estreia 1 800 000 espectadores. Cerca de 1 370 000 espectadores acompanharam o final desta trama.

## Sinopse
A história da telenovela gira à volta de quatro mulheres, os seus dramas e tristezas. Sara Botelho (Sofia Alves) é a ex-mulher de Eduardo Varela (Ricardo Carriço) e tem com ele uma filha: Beatriz Botelho Varela (Rita Lopes). Não liga aos homens, senão para os manipular, é uma mulher fria, porém, inteligente. Foi violada aos quinze anos pelo próprio pai de Joana Almada Vilar (Sílvia Rizzo), a sua melhor amiga, e passou a não ter mais capacidade de amar.
A vida prega-lhe uma partida e acaba por se apaixonar por Pedro Novais (Albano Jerónimo), amigo e colega de trabalho de Eduardo. Joana é casada com José Maria Vilar (Pedro Lima) e tem dois filhos adolescentes, mas é constantemente traída. Zé Maria acaba até por envolver-se com Sara. O filho de Joana foi raptado aos 3 anos (João Maria Maneira) e ela tem como objectivo reencontrá-lo. Joana acaba por se refugiar no álcool.
Os seus filhos Gonçalo Almada Vilar (Tomás Santos) e Clara Almada Vilar (Joana Oliveira) são amigos das filhas de Margarida Simões (São José Correia). Margarida é casada com Luís Simões (Joaquim Horta) e tem com este duas filhas, Rita Simões (Sara Barradas) que é muito rebelde, e também Filipa Simões (Sofia Costa), educada, atinada, mas muito maldosa. Determinada, põe o trabalho acima de tudo. É amiga de Sara, Joana e Leonor Moreira (Sandra Faleiro). Esta última é solteira, mas sonha em encontrar um príncipe encantado. É romântica e ingénua, e tem uma irmã que sonha ser modelo, Lara Moreira (Cláudia Vieira). O pai de Leonor é extremamente controlador. A mãe de Lara e Leonor morreu há alguns anos.

## Elenco
- Sofia Alves - Sara Botelho (Antagonista)
- Sílvia Rizzo - Joana Almada Vilar (Protagonista)
- São José Correia - Margarida Simões (Protagonista)
- Sandra Faleiro - Leonor Moreira (Protagonista)
- Albano Jerónimo - Pedro Novais (Protagonista)
- Joaquim Horta - Luís Simões (Protagonista)
- Pedro Lima (†) - José (Zé) Maria Vilar (Antagonista)
- Ricardo Carriço - Eduardo Varela (Protagonista)
- Dina Félix da Costa - Marta Fernandes
- Almeno Gonçalves - Vítor Parreira
- Carla Maciel - Fernanda Ramos
- Pedro Laginha - Vasco Raposo
- Rodrigo Menezes (†) - Jorge Figueiredo
- Cláudia Vieira - Lara Moreira
- Pedro Giestas - Artur Reis
- Núria Madruga - Andreia Reis
- Rui Santos - Ricardo Nunes
- Joana Figueira - Sandra Reis Parreira
- Sara Barradas - Rita Simões
- José Mata - Rui Carlos (Ruca) Reis Parreira
- Tomás Santos - Gonçalo Vilar
- Joana Oliveira - Clara Vilar
- Margarida Cardeal - Teresa Barata
- Joana Santos - Ana Luísa Reis Parreira
- Sofia Costa - Filipa Simões
- Eurico Lopes - Mário Cunha
- Márcia Leal - Diana Carvalho Xavier
- José Pedro Vasconcelos - Duarte Melo e Pinto
- João Cajuda - Manuel
- Inês Simões - Eva
- Pedro Barroso - David
- Roberto Candeias - Abel
- Teresa Gafeira - Noémia
- Marina Santiago - Vânia
- Joaquim Frazão - Zeca
- Rute Marques - Susana

Actores Convidados
- Catarina Avelar - Natércia Reis
- Lídia Franco - Helena Almada
- Sinde Filipe - Carlos Almada (Antagonista)
- Joel Branco - António Moreira

Participação especial
- Nuno Homem de Sá - Marco Sousa

Elenco Infantil
- João Maria Maneira - Miguel Reis / Frederico Almada Vilar
- Rita Lopes - Beatriz Botelho Varela
- Beatriz Brás - Ana Cristina (Tininha) Reis Parreira

Elenco adicional
- António Rama (†) - César Ataíde
- Benjamin Falcão - Taxista
- Gabriela Relvas - Jornalista-repórter
- Márcia Breia - Juíza
- Mário Capela - Tiago
- Rogério Jacques - Alcino Campilho
- Sara Outeiro - Constança

## Banda Sonora
- "Fala-me de Amor" - Santos e Pecadores (tema de abertura)
- "Palavras" - Berg
- "Quebramos os dois" - Toranja (tema de Sara e Pedro)
- "Parar o tempo" - Zero (tema de Ruca)
- "O meu pedido" - Gota (tema de Ricardo)
- "Cicatrizes da vida" - Ménito Ramos (tema de Margarida e Luís)
- "Tudo o que sonhei" - Tucha
- "Poeta Solitário" - Nuno Barroso (tema de Beatriz)
- "Nunca deixes de sonhar" - Beto (tema de Joana e Zé Maria)
- "Estou-me nas tintas" - UHF
- "Não venhas outra vez" - Anjos
- "Concílios" - Susana Félix (tema de Leonor)
- "Lua cheia" - Santos e Pecadores (tema geral)
- "Caracol Urbano" - Massala
- "Sem pressa de crescer" - Sandra Fidalgo
- "Dás-me o mundo" - Pedro Camilo (tema de Fernanda)
- "Agora já tarde" - Donna Maria
- "Até ao nascer do sol" - Paula Teixeira
- "Esqueci de lembrar" - Mónica Sintra (tema de Joana)
- "A Dança" - Pólo Norte (tema de Lara)
- "Quero estar onde tu estás" - Adelaide Ferreira (tema geral)
- "Passar a vida assim" - Patrícia Candoso
- "I Belong to You" - Anastacia & Eros Ramazzotti (tema de Eduardo e Marta)

## Audiências
- Fala-me de Amor estreou a 6 de Março, segunda-feira a seguir ao Jornal Nacional com 18.3% de audiência média e 41.6% de share que viria a ser o melhor registo alcançado pela novela.[1] O ultimo episódio foi transmitido a 4 de Novembro, sábado, com 14.2% de audiência média e 47.5% de share.
- A novela contou com 206 episódios e inicialmente foi transmitida a seguir ao Jornal Nacional, para depois passar para o período entre as 23 e as 24 horas. A totalidade dos episódios registou 10.9% de audiência média e 40.8%de share.[2]

## Curiosidades
- Para a telenovela vieram alguns actores que fizeram parte do elenco de Ninguém como Tu, como Pedro Lima, Ricardo Carriço, São José Correia, Joaquim Horta, Nuno Homem de Sá, Albano Jerónimo, Sinde Filipe e Márcia Leal.
- O nome das quatro protagonistas começava pela letra S - Sofia Alves, Sílvia Rizzo, São José Correia e Sandra Faleiro.
- Sofia Alves foi o grande destaque da telenovela. Com Sara Botelho, a sua primeira vilã, a actriz conseguiu desenvencilhar-se da imagem de actriz de papéis sofridos que havia feito até então e deu provas da sua versatilidade como actriz.